# The Wolfgang Press
The Wolfgang Press è stato un gruppo alternative rock inglese, attivo negli anni '80 e la metà degli anni 90, formato nel 1983 da Michael Allen (voce, basso), Mark Cox (tastiere), già membri dei Mass e Andrew Gray (chitarra) degli In Camera.
Ebbero solo un brano di successo, A Girl Like You che raggiunse il 2º posto nella classifica Modern Rock statunitense.

## Storia
Dopo il debutto The Burden Of Mules, album noise rock, cupo e cacofonico, fecero uscire 3 EP prodotti dai Cocteau Twins che viravano verso un certo pop impegnato. Il secondo album Standing Up Straight mixava il pop con elementi industrial e partiture orchestrali mentre col terzo venivano aggiunti elementi dub e reggae.
Il quarto album Queer, del 1991 e ispirato dal successo dei De La Soul era fortemente influenzato dai ritmi dance, dall'album venne estratto il singolo Mama Told Me Not to Come cover del brano di Randy Newman.
Nel 1992 Tom Jones (cantante) fece la cover del loro brano A Girl Like You.
Nell'ultimo album del 1995 l'influenza principale è il funk.

## Discografia
Album in studio
- 1983 - The Burden Of Mules
- 1986 - Standing Up Straight
- 1988 - Bird Wood Cage (include l'EP Big Sex)
- 1991 - Queer
- 1994 - Funky Little Demons
- 2024 - A 2nd Shape

Raccolte
- 1985 - The Legendary Wolfgang Press and Other Tall Stories (contiene i primi 3 EP)
- 2001 - Everything Is Beautiful (A Retrospective 1983-1995)

EP
- 1984 - Scarecrow
- 1985 - Water
- 1985 - Sweatbox
- 1987 - Big Sex